# Vesela (Chorwacja)
Vesela – wieś w Chorwacji, w żupanii pożedzko-slawońskiej, w mieście Pleternica. W 2011 roku liczyła 159 mieszkańców.